# René Lorain
René Zacharie Alfred Lorain (Reims, 19 maart 1900 - Ouchamps, 25 oktober 1984) was een Frans atleet. Hij nam deel aan de Olympische Zomerspelen van 1920 en won daarbij de zilveren medaille op de 4x100 estafette.

## Belangrijkste resultaten

### Olympische Zomerspelen
| Jaar | Plaats    | Discipline | Onderdeel             | Resultaten                                                                                    |
| ---- | --------- | ---------- | --------------------- | --------------------------------------------------------------------------------------------- |
| 1920 | Antwerpen | Atletiek   | 100 m (m)             | eerste ronde: 3e (reeks 6)                                                                    |
| 1920 | Antwerpen | Atletiek   | 200 m (m)             | eerste ronde: 1e (reeks 11) kwartfinales: 3e (reeks 3)                                        |
| 1920 | Antwerpen | Atletiek   | 4x100 m estafette (m) | eerste ronde: 1e (reeks 2) · finale: samen met: · Émile Ali-Khan · René Mourlon · René Tirard |

### Nationale kampioenschappen
| Jaar | Discipline | Onderdeel | Resultaat |
| ---- | ---------- | --------- | --------- |
| 1920 | Atletiek   | 200 m (m) | Zilver    |
| 1921 | Atletiek   | 100 m (m) | Goud      |
| 1923 | Atletiek   | 200 m (m) | Zilver    |

### Persoonlijke records
| Onderdeel | Tijd    | Jaar |
| --------- | ------- | ---- |
| 100 m     | 10,8 s. | 1922 |
| 200 m     | 22,0 s. | 1920 |

- Bibliothèque nationale de France: cb166096345 (data)
- International Standard Name Identifier: 0000 0004 5098 2700
- Virtual International Authority File: 316737831